# 3-etilmalato sintasi
La 3-etilmalato sintasi è un enzima appartenente alla classe delle transferasi, che catalizza la seguente reazione:
butanoil-CoA + H2O + gliossilato ⇄ 3-etilmalato + CoA